# Ranella olearium
Ranella olearium är en snäckart som först beskrevs av Carl von Linné 1758.  Ranella olearium ingår i släktet Ranella och familjen Ranellidae. Inga underarter finns listade i Catalogue of Life.